# Иванов, Николай Иудович
Никола́й Иу́дович Ива́нов (рус. дореф. Николай Іудовичъ Ивановъ; 22 июля [3 августа] 1851 — 27 января 1919) — русский военный и государственный деятель, монархист, генерал-адъютант (06.12.1907), генерал от артиллерии (13.04.1908), герой русско-японской войны и Первой мировой войны.

## Биография

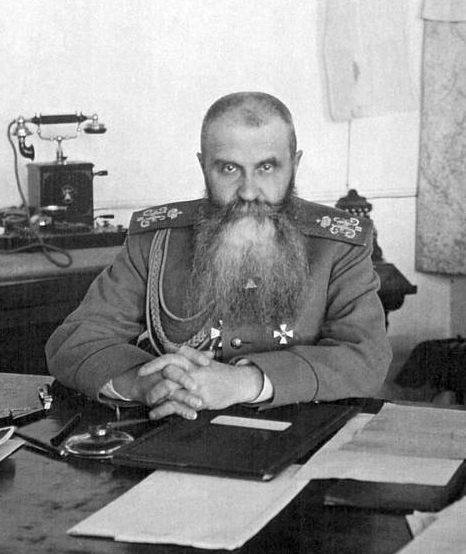
Николай Иудович Иванов

Согласно официальным данным, происходил из потомственных дворян Калужской губернии, сын штабс-капитана (выслужившегося из солдат сверхсрочной службы). По другим сведениям, сын офицера из кантонистов. По некоторым данным, сын ссыльнокаторжного
Окончил 2-ю Петербургскую военную гимназию, Павловский кадетский корпус и Михайловское артиллерийское училище (1869). Служил в 3-й гвардейской и гренадерской артиллерийской бригаде. Участник русско-турецкой войны 1877—1878 годов. Был инструктором румынской армии, затем состоял при Э. И. Тотлебене. С 28 июля 1884 года — командир 2-й батареи лейб-гвардии 2-й артиллерийской бригады. С 1888 года заведовал мобилизационной частью ГАУ. С 11 апреля 1890 года командовал Кронштадтской крепостной артиллерией. С 14 декабря 1899 года состоял для особых поручений при генерале-фельдцейхмейстере великом князе Михаиле Николаевиче.

### Русско-японская война
Во время русско-японской войны 1904—1905 с 22 апреля 1904 года состоял в распоряжении командующего Маньчжурской армией. После гибели графа Ф. Э. Келлера, с 18 июля 1904 года командовал Восточным отрядом, впоследствии преобразованным в 3-й Сибирский армейский корпус. Командовал корпусом при отступлении к Ляояну. Во время боёв на реке Шахе получил задачу обойти левый фланг японской армии и отбросить её к Корее, но в результате сильного сопротивления японцев вынужден был отступить. Зато ещё раз продемонстрировал свои успехи в обороне в битве при Мукдене, удерживая позиции до последнего и отступив, лишь получив приказ. За боевые отличия в войне был награждён орденом Святого Георгия 4-й и 3-й степени и золотым оружием, украшенным бриллиантами.
После окончания военных действий — начальник тыла Маньчжурских армий. 19 декабря 1905 — 6 ноября 1907 года — командир 1-го армейского корпуса (Петербургский военный округ). С 20 апреля 1907 года — главный начальник Кронштадта и одновременно с 6 ноября 1907 года временный Кронштадтский генерал-губернатор. Принял решительные действия к пресечению беспорядков во вверенных ему частях. Член Совета Государственной Обороны. Генерал-адъютант (1907). Генерал от артиллерии (ст. 13 апреля 1908 года). Со 2 декабря 1908 года командующий войсками Киевского военного округа.

### Первая мировая война

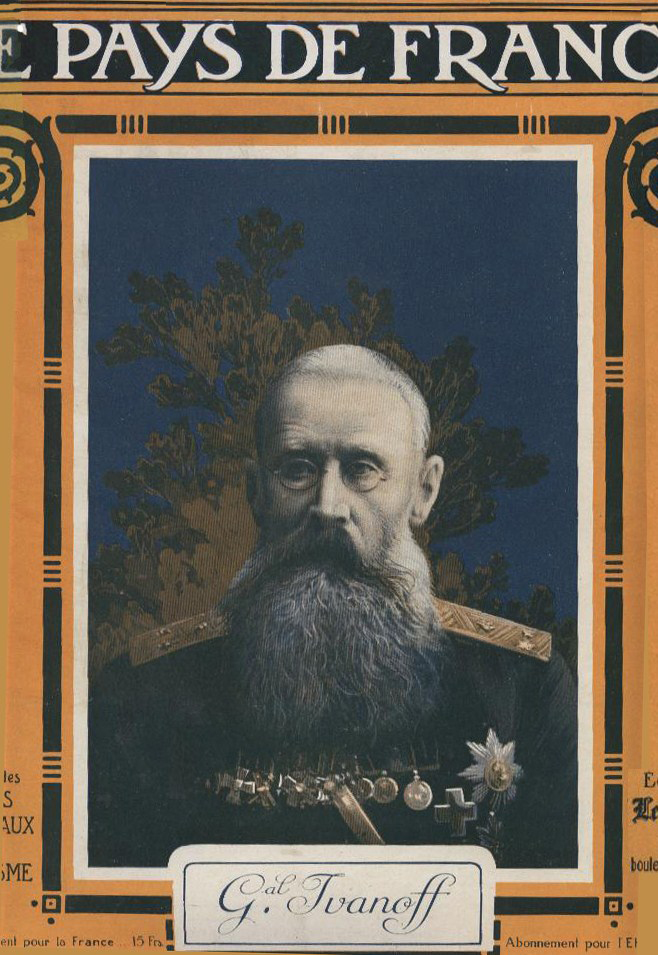
Портрет Иванова. Рисунок по фотографии во французском журнале.

Во время Первой мировой войны 19 июля 1914 — 17 марта 1916 года — главнокомандующий армиями Юго-Западного Фронта. Под его командованием в августе-сентябре 1914 года русские войска одержали крупную победу в Галицийской битве, австро-венгерская армия потеряла 400 тысяч человек, в том числе 100 тысяч пленными, потери же русских войск составили 230 тыс. Русские войска заняли всю Галицию. За успехи фронта был награждён орденом Святого Георгия 2-й степени и орденом Святого Владимира 1-й степени с мечами. В начале Варшавско-Ивангородской операции командовал всеми русским войсками, участвовавшими в ней, но 30 сентября передал Варшавское направление (2-я и 5-я армии) в состав Северо-Западного фронта генерала Н. В. Рузского. В ноябре провёл Краковскую операцию, которая развивалась успешно, но приказ об отступлении, отданный генералом Рузским, сорвал наметившийся успех. В декабре войска Иванова — 3-я, 4-я, 8-я и 9-я армии в боях в Галиции и на Карпатских перевалах захватили 50 тысяч пленных.
В январе 1915 года предложил Ставке начать вторжение в Венгрию и получил одобрение, но начавшееся наступление противника сорвало операцию. Весной в ходе т. н. 3-й Карпатской битвы 3-я, 8-я и 9-я армии под общим руководством Иванова разбили австро-венгерские 2-ю и 3-ю армии, взяв в плен 70 тысяч человек, при общем количестве потерь противника в 800 тысяч и при потерях русских до 1,2 млн. 28 марта Иванов ввиду таких огромных потерь отдал приказ о остановке наступления. В ходе начавшегося 19 апреля Горлицкого наступления германских и австро-венгерских войск русские войска понесли огромные (до 500 тысяч человек и 350 орудий) потери и вынуждены были оставить Галицию. В ходе Горлицкой операции неоднократно показывал примеры неудовлетворительного руководства войсками и неумение вовремя оценить создавшееся положение и принять верное решение — в частности не принял никаких мер по усилению 3-й армии, против которой наносился немцами главный удар, несмотря на неоднократные просьбы её командующего — генерала Радко-Дмитриева. В ходе кампании 1915 года проявил пассивность и постоянно отказывался вести своими войсками наступательные операции.
Во второй половине июня 1915 года на посту главнокомандующего армиями Юго-Западного фронта «дал распоряжение главному начальнику Киевского военного округа взять из числа немцев-колонистов заложников, большей частью учителей и пасторов, заключив их до конца войны в тюрьмы (соотношение: 1 заложник на 1000 человек населения). Также предписывалось реквизировать у населения колоний всё продовольствие, оставив лишь небольшую часть до нового урожая, а в места компактного проживания немцев поселить беженцев. За отказ выполнить это распоряжение заложникам угрожала смертная казнь. Это редчайший в истории пример, когда заложников брали из числа собственного населения».
В конце 1915 года предпринял наступление на Стрыпе силами 11-й армии, но операция не была успешной. В марте 1916 года был заменён на посту командующего фронтом генералом А. А. Брусиловым, назначен членом Государственного совета и переведён в Ставку, где состоял генерал-адъютантом при Особе Его Императорского Величества. Брусилов вспоминал, что когда приехал принимать должность, генерал Иванов «расплакался навзрыд и говорил, что не может понять, почему он смещён». Брусилов предполагал, что смещение произошло из-за пассивности Иванова, считавшего, что его фронт не в состоянии наступать.
Иванов, по-видимому, за свою преданность императору Николаю II пользовался полным доверием и любовью Александры Фёдоровны и Григория Распутина. После назначения генерала М. В. Алексеева начальником штаба Верховного главнокомандующего императрица в письме мужу советовала при отъездах из Ставки не оставлять Алексеева единственным ответственным лицом и вызвать в помощь ему Иванова: «Ты будешь покойнее, и Алексеев не будет нести один всей ответственности». Дальнейшая переписка показывает, что речь шла о том, чтобы Иванов контролировал действия Алексеева, которому императрица не доверяла. В свою очередь, Николай II также очень благосклонно относился к Иванову. 24 января 1915 года он писал Александре Фёдоровне: «Очень рад увидеться со стариком Ивановым. К счастью, он ворчал менее обыкновенного. Он просил тебя прислать ему твою новую фотографию; пожалуйста, сделай это — это успокоит славного старика».
С сентября 1915 года императрица в письмах оказывала систематическое давление на Николая II с целью добиться вызова Иванова с фронта — в Ставку либо на пост военного министра. Лишь в марте 1916 года император принял компромиссное решение — Иванов был вызван в Ставку для прикомандирования к особе императора. Впоследствии, когда осенью 1916 года Александра Федоровна в своих письмах начала кампанию против Алексеева, к этой кампании «приложил руку» и генерал Иванов, который извещал царицу о положении в Ставке и доносил на Алексеева.

### Февральская революция 1917 года
27 февраля (12 марта) рано утром началось вооружённое восстание части Петроградского гарнизона. Начальник штаба Верховного главнокомандующего генерал Алексеев для восстановления спокойствия в Петрограде предложил направить туда сводный отряд во главе с начальником, наделённым чрезвычайными полномочиями. Император распорядился выделить по одной бригаде пехоты и по бригаде кавалерии от Северного и Западного фронтов, назначив начальником генерал-адъютанта Иванова. Николай II приказал ему направиться во главе Георгиевского батальона в Царское Село для обеспечения безопасности императорской фамилии, а затем, в качестве командующего Петроградским военным округом, взять на себя командование войсками, которые предполагалось перебросить для него с фронта. При этом в первый день восстания речь в Ставке шла лишь об усилении Петроградского гарнизона «прочными полками» с фронта. Позднее, когда остатки верных правительству подразделений гарнизона капитулировали, началась подготовка военной операции против столицы в целом.
Генерал Алексеев приказал начальнику штаба Северного фронта генералу Ю. Н. Данилову отправить в распоряжение генерал-адъютанта Иванова два кавалерийских и два пехотных полка, усиленных пулемётной командой. Такой же второй отряд должен был выделить Западный фронт:

Государь Император повелел генерал-адъютанта Иванова назначить Главнокомандующим Петроградским Военным округом. В его распоряжение с возможной поспешностью отправить от войск Северного фронта в Петроград два кавалерийских полка, по возможности из находящихся в резерве 15-й кавалерийской дивизии, два пехотных полка из самых прочных, надёжных, одну пулемётную команду Кольта для Георгиевского батальона, который едет из Ставки. Нужно назначить прочных генералов, так как, по-видимому, генерал Хабалов растерялся, и в распоряжение генерала Иванова нужно дать надёжных, распорядительных и смелых помощников. […] Такой же силы наряд последует с Западного фронта…— 
Западный фронт сообщил генералу Алексееву о подготовке к отправке в течение 28 февраля (13) марта — 2 (15) марта 34-го Севского и 36-го Орловского пехотных полков, 2-го гусарского Павлоградского и 2-го Донского казачьего полков; Северный фронт выделил 67-й и 68-й пехотные полки, 15-й уланский Татарский и 3-й Уральский казачий полки. В телеграмме начальника штаба Северного фронта генерала Данилова сообщалось, что головные полки группы Северного фронта должны прибыть в Петроград около 5 часов утра 1 (14) марта. Части Западного фронта вышли на погрузку 28 февраля (13) марта. Пехота грузилась на станции Синевка, кавалерия — в Минске. В справке Ставки по поводу войск, командируемых в распоряжение генерала Иванова, указывалось, что кавалерия Западного фронта должна прибыть в Петроград через 60-65 часов, а пехота — через 75—80 часов. При самых благоприятных обстоятельствах «ударный кулак» под Петроградом мог быть собран не ранее 3 (16) марта. В действительности, даже продвижение войск Северного фронта было сорвано необходимостью пропустить царские поезда. В итоге к 2 (15) марта в досягаемости генерала Иванова был только 67-й Тарутинский пехотный полк, но и к нему Георгиевскому батальону так и не удалось прорваться.
Чётких инструкций от Верховного главнокомандующего генерал не получил. Хотя для всех в Ставке было очевидно, что порядок в столице может быть восстановлен только с помощью надёжных воинских частей, но выделенные силы были ограничены — рассчитывали в основном на то, что несколько дисциплинированных и надёжных частей произведут в столице нужный психологический эффект, не проливая лишней крови и не прибегая к настоящим военным действиям.
Первый эшелон Георгиевского батальона и рота Собственного Его Императорского Величества полка отбыли из Могилёва в 10:15 28 февраля (13) марта. Сам генерал-адъютант Иванов выехал позднее и нагнал эшелон в Орше. Следствие чрезвычайной комиссии Временного правительства впоследствии установило, что во время движения Георгиевского батальона на Петроград Иванов никакой разъяснительной работы не вёл и о цели экспедиции ни офицерский состав, ни рядовые оповещены не были.
Царского Села отряд достиг со значительным опозданием, но без особых инцидентов. Рано утром 1 (14) марта он прибыл на станцию Дно. Здесь, получив сообщение о том, что к станции вскоре должны подойти императорские поезда, он решил навести порядок по пути следования. Об этом же ходатайствовало перед ним местное военное начальство. Генерал лично стал обходить стоявшие на путях поезда. Ряд подозрительных лиц были им арестованы и заключены под стражу в поезд генерала, при этом у солдат было отобрано до 100 единиц оружия, принадлежавшего офицерам.
В 6 часов вечера Иванов со своим отрядом прибыл на станцию Вырица. Здесь он остановился и отдал приказ: «Высочайшим повелением от 28-го февраля сего года я назначен главнокомандующим Петроградским военным округом. Прибыв сего числа в район округа, я вступил в командование его войсками во всех отношениях. Объявляю о сём войскам, всем без изъятия военным, гражданским и духовным властям, установлениям, учреждениям, заведениям и всему населению, находящемуся в пределах округа. Генерал-адъютант Иванов».
Добравшись далее до Царского Села, Иванов встретился с командованием гарнизона и узнал, что Тарутинский полк, выделенный в его распоряжение Северным фронтом, уже прибыл на станцию Александровская Варшавской железной дороги. В целом, однако, попытка создать в районе Царского Села мощную группировку войск сорвалась. Выделенные войска растянулись в эшелонах между Двинском, Полоцком и Лугой. Некоторые пехотные части, отправленные с Северного фронта в Петроград в распоряжение генерала Иванова, были остановлены и разоружены в Луге местным революционным комитетом.
Далее Иванов направился во дворец, где императрица приняла его среди ночи. Александра Фёдоровна желала узнать, где находится её муж, потому что по телефону не могла получить этих сведений. Именно там Иванов ознакомился с телеграммой Алексеева, в которой ему предлагалось «изменить тактику» ввиду предполагаемого восстановления порядка и законности в столице.

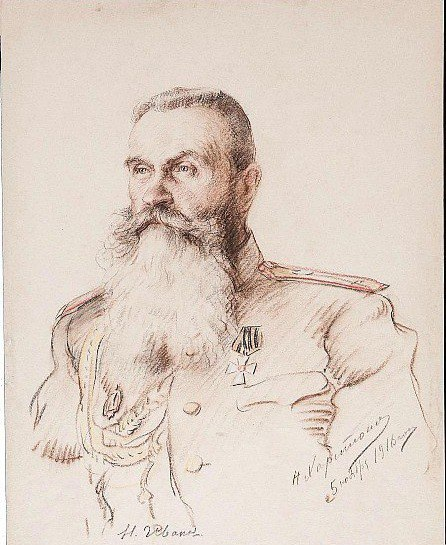
Портрет 1916 г.

За сутки до этого, в ночь с 28 февраля (13 марта) на 1 (14) марта, Алексеев направил генерал-адъютанту Иванову телеграмму, копия которой позднее была также направлена командующим фронтами для информирования их о положении в столице. По выражению Г. М. Каткова, «вечером 28 февраля Алексеев перестал быть по отношению к царю послушным исполнителем и взял на себя роль посредника между монархом и его бунтующим парламентом». Как впоследствии станет ясно из проекта манифеста, подготовленного в Ставке и посланного на подпись императору в Псков вечером 1 (14) марта, в Ставке предполагали, что председателю Государственной думы Родзянко может быть поручено сформировать правительство, ответственное перед Думой. Рассчитывая, что план этот удастся, Алексеев, естественно, не хотел ускорять движение фронтовых частей к Петрограду. За 5—6 дней, необходимых для сосредоточения нужного количества войск под Петроградом, политические события легко могли опередить всякие приготовления и вооружённое подавление восстания в Петрограде и Москве легко могло стать первым эпизодом гражданской войны. Во избежание всего этого Алексеев, под влиянием Родзянко, приложил все усилия к тому, чтобы предупредить столкновение между Георгиевским батальоном генерала Иванова и петроградским гарнизоном.
Если предыдущие сообщения о событиях в Петрограде, которые Алексеев направлял главнокомандующим фронтами, довольно точно отражали хаос и анархию в столице, то в этой телеграмме, направленной генералу Иванову, Алексеев рисовал совершенно другую картину. Он указывал, что, по сведениям, поступившим к нему по частным каналам, события в Петрограде успокоились, что войска, «примкнув к Временному правительству в полном составе, приводятся в порядок», что Временное правительство «под председательством Родзянки» «пригласило командиров воинских частей для получения приказаний по поддержанию порядка», а «Воззвание к населению, выпущенное Временным Правительством, говорит о незыблемости монархического начала России, о необходимости новых оснований для выбора и назначения правительства… <в Петрограде> ждут с нетерпением приезда Его Величества, чтобы представить ему всё изложенное и просьбу принять это пожелание народа». «Если эти сведения верны, — указывалось далее в телеграмме, — то изменяются способы ваших действий, переговоры приведут к умиротворению, дабы избежать позорной междоусобицы, столь желанной нашему врагу». Алексеев просил Иванова передать императору, прямой связи с которым у Алексеева не было, содержание этой телеграммы и убеждение самого Алексеева, что «дело можно привести мирно к хорошему концу, который укрепит Россию». По мнению Каткова, телеграмма Алексеева явно имела целью приостановить какие бы то ни было решительные действия по вооружённому подавлению мятежа, которые мог бы предпринять генерал Иванов.
Уже после полуночи Иванов по просьбе Александры Фёдоровны встретился с нею. От императрицы генерал получил приказ отвести войска в Вырицу, чтобы избежать столкновения Георгиевского батальона с частями революционного гарнизона. Георгиевский батальон даже не покинул свой эшелон — по версии генерала Лукомского, начальник гарнизона и комендант Царского Села ранее убедили Иванова, что они смогут поддержать порядок в городе, а если батальон высадится, то произойдёт вооружённое столкновение, в котором может пострадать царская семья. Аналогичные указания генерал получал и из Петрограда. В. Н. Воейков вспоминал, что полковник генерального штаба В. Н. Доманевский был специально командирован начальником генерального штаба М. И. Занкевичем в Вырицу, где передал Иванову информацию о ситуации в столице. Сам Занкевич настаивал на соглашении с Временным правительством, так как в противном случае могли одержать верх радикально настроенные элементы. В три часа ночи с 1 (14) на 2 (15) марта поезд Иванова покинул Царское Село.
В ночь с 1 (14) на 2 (15) марта генерал Иванов получил телеграмму от Николая II, которую тот отправил после своих переговоров с командующим Северным фронтом генералом Рузским, действовавшим на основании договорённостей с председателем Государственной думы Родзянко: «Царское Село. Надеюсь, прибыли благополучно. Прошу до моего приезда и доклада мне никаких мер не предпринимать. Николай. 2 марта 1917 г. 0 часов 20 минут».
2 (15) марта генерал Иванов со своим эшелоном направился на станцию Александровскую, где находился выделенный в его распоряжение Тарутинский полк, но доехал лишь до станции Сусанино, где его эшелон загнали в тупик, а ему вручили телеграмму от комиссара Временного комитета Государственной думы А. А. Бубликова следующего содержания: «По поручению Временного комитета Государственной думы предупреждаю вас, что вы навлекаете на себя этим тяжелую ответственность. Советую вам не двигаться из Вырицы, ибо, по имеющимся у меня сведениям, народными войсками ваш полк будет обстрелян артиллерийским огнём». Далее Иванову было объявлено, что его действия могут помешать императору вернуться в Царское село: «Ваше настойчивое желание ехать дальше ставит непреодолимое препятствие для выполнения желания его величества немедленно следовать Царское Село. Убедительнейше прошу остаться Сусанино или вернуться Вырицу». Генерал был вынужден подчиниться.
В 21:40 генерал Рузский от имени Николая II известил генерала телеграммой о том, что он снят с должности командующего Петроградским военным округом. Тогда же было приказано вернуть на фронт те части, которые были направлены на Петроград для подавления восстания. 2 (15) марта Николай II отрекся от престола. 3 (16) марта Иванов отправился назад в Могилёв.
Из Могилёва генерал Иванов выехал в Киев, где был арестован по постановлению местного Совета рабочих депутатов и препровождён в Петроград в Таврический дворец. Там он был взят на поруки самим Керенским, освобождён и уехал в Новочеркасск.

### Гражданская война в России
После Октябрьской революции присоединился к Белому движению на Юге России. В октябре 1918 года согласился на предложение П. Н. Краснова принять командование Южной армией. Осенью 1918 года она насчитывала более 20 тысяч военнослужащих, из которых на фронте находилось около 3 тысяч. Части армии, действовавшие на воронежском и царицынском направлении, понесли большие потери. В феврале-марте 1919 года они были переформированы и вошли в состав 6-й пехотной дивизии ВСЮР.
Умер от тифа 27 января 1919 года в Новочеркасске
«29 января 1919 года в Новочеркасске после непродолжительной, но тяжелой болезни (от тифа) в Новочеркасске скончался бывший главнокомандующий Южной армией генерал от артиллерии Николай Иудович Иванов. Погребение назначено на 31 января».

### Воспоминания современников
«Главнокомандующим Юго-Западного фронта стал генерал Н. И. Иванов. Обязанный своей карьерой ряду случайных обстоятельств, в том числе подавлению Кронштадского восстания, он — человек мирный и скромный — не обладал большими стратегическими познаниями и интересовался больше хозяйственной жизнью округа. Но начальником штаба дан был ему ген. М. В. Алексеев — большой авторитет в стратегии и главный участник предварительной разработки плана войны на австрийском фронте. Впоследствии, после галицийских побед, имя ген. Иванова пользовалось большой популярностью и в русском обществе, и у союзников. И тогда — в большой прессе, и потом — на страницах военно-научных трудов приводились соображения и распоряжения ген. Иванова, двигавшие десятки корпусов к победе. В этих распоряжениях он был весьма мало повинен, ибо фактически водителем армий был ген. Алексеев.»— генерал А. И. Деникин. Путь русского офицера. — Вагриус, 2007. — С. 220.

## Воинские чины и звания
- В службу вступил (14.09.1866)[20]
- Подпрапорщик (12.07.1869)
- Прапорщик (05.12.1870)
- Подпоручик (09.01.1871)
- Поручик (08.04.1873)
- Штабс-капитан (27.03.1877)
- Флигель-адъютант (06.05.1889)
- Капитан за боевое отличие (26.08.1877)
- Полковник (30.08.1884)
- Генерал-майор (30.08.1894)
- Генерал-лейтенант (06.12.1901)
- Генерал-адъютант (06.12.1907)
- Генерал от артиллерии (13.04.1908)

## Награды
российские:
- Орден Святого Станислава 3-й степени (1874)
- Орден Святого Владимира 4-й степени с мечами и бантом (1878)
- Орден Святого Станислава 2-й степени с мечами (1878)
- Орден Святой Анны 2-й степени с мечами (1879)
- Орден Святого Владимира 3-й степени (1885)
- Орден Святого Станислава 1-й степени (1896)
- Орден Святой Анны 1-й степени (1902)
- Золотая сабля с надписью «За храбрость», украшенная бриллиантами (ВП 23.08.1905)
- Орден Святого Георгия 4-й степени (ВП 01.11.1905)
- Золотая сабля с надписью «За храбрость» (ВП 04.03.1906)
- Орден Святого Георгия 3-й степени (ВП 25.02.1907)
- Орден Святого Владимира 2-й степени (1907)
- Орден Белого орла (1911)
- Орден Святого Александра Невского (04.02.1914)
- Мечи к ордену Святого Александра Невского (доп. к ВП 30.08.1914)
- Орден Святого Георгия 2-й степени (ВП 04.10.1914)
- Орден Святого Владимира 1-й степени с мечами (01.01.1915)[комм. 2]
- Бриллиантовые знаки к ордену Святого Александра Невского (доп. к ВП 12.04.1915)

иностранные:
- Румынский крест «За переход через Дунай» (1878)
- Французский орден Почётного легиона, офицерский крест (1892)
- Французский орден Почётного легиона, командорский крест (1898)
- Румынский орден Короны, большой крест (1899)
- Французский орден Почётного легиона, большой офицерский крест (1915)[21]
- Британский орден Святых Михаила и Георгия, большой крест (1915)[21]

## Комментарии
1. ↑  В мемуарах протопресвитера о. Г. Шавельского сообщается: «До 1920 года я разделял распространённое в Петербурге убеждение, что ген. Иванов — сын какого-то артиллерийского вахмистра, будто служившего при дворе вел. кн. Михаила Николаевича. В 1920 году, после смерти генерала Иванова, я узнал от состоявшего при нём во время войны полк. Б. С. Стеллецкого, что ген. Иванов родился в Чите и был сыном какого-то ссыльнокаторжного, что фамилия его была совсем не Иванов. Эту тайну открыл Стеллецкому сам генерал Иванов незадолго до своей смерти»[5].
2. ↑  Глубоко ценя блестящее командование вверенными вам армиями и огромные труды и усилия, приложенные вами в течение пяти месяцев нынешней войны, жалую вам орден святого Владимира первой степени с мечами. Желаю вам здоровья в наступающем году и новых успехов во славу русскаго оружия. НИКОЛАЙ.[21].